# Belicke
Belicke ist ein Ortsteil der Einheitsgemeinde Stadt Jerichow im Landkreis Jerichower Land in Sachsen-Anhalt.

## Geografie
Der Ort liegt 6 Kilometer südöstlich von Genthin und 20 Kilometer südöstlich von Jerichow. Die Nachbarorte sind Neubuchholz und Kader-Schleuse im Nordosten, Kade im Osten, Gollwitz und Karow im Südosten, Fienerode und Hüttermühle im Südwesten, Mützel im Westen sowie Genthin und Dunkelforth im Nordwesten.
Nördlich von Belicke verläuft die Bahnstrecke Berlin–Magdeburg.

## Geschichte
Zum Stichtag 1. Dezember 1910 zählte der Gutsbezirk Belicke 110 Einwohner. Der Ort gehörte zu diesem Zeitpunkt zum Kreis Jerichow II, Regierungsbezirk Magdeburg, Provinz Sachsen im Königreich Preußen.